# کوپیدوی هندی
کوپیدوی هندی (نام علمی: Chilades parrhasius) گونه‌ای پروانه کوچک است که متعلق به تیره پرنیان‌بالان است. زیستگاه این پروانه از سری لانکا و هند شروع شده و تا جنوب ایران، مرکز و شرق عربستان سعودی، امارات متحده عربی، یمن و عمان ادامه دارد.

## زیرگونه‌ها
- Chilades parrhasius parrhasius
- Chilades parrhasius nila Evans, 1925 (Sri Lanka)
- Chilades parrhasius minuta (Evans, ۱۹۳۲) (Pakistan)